# Mexipsyche
Mexipsyche är ett släkte av nattsländor. Mexipsyche ingår i familjen ryssjenattsländor.
Kladogram enligt Catalogue of Life:
| Mexipsyche | \| \| Mexipsyche ancestralis \| \| \| \| \| \| Mexipsyche dampfi \| \| \| \| \| \| Mexipsyche ditalon \| \| \| \| \| \| Mexipsyche malformis \| \| \| \| \| \| Mexipsyche polyphylla \| \| \| \| \| \| Mexipsyche pungentis \| \| \| \| \| \| Mexipsyche retronis \| \| \| \| \| \| Mexipsyche toschiae \| \| \| \| |
|            | \| \| Mexipsyche ancestralis \| \| \| \| \| \| Mexipsyche dampfi \| \| \| \| \| \| Mexipsyche ditalon \| \| \| \| \| \| Mexipsyche malformis \| \| \| \| \| \| Mexipsyche polyphylla \| \| \| \| \| \| Mexipsyche pungentis \| \| \| \| \| \| Mexipsyche retronis \| \| \| \| \| \| Mexipsyche toschiae \| \| \| \| |
|            | Mexipsyche ancestralis |
|            | |
|            | Mexipsyche dampfi |
|            | |
|            | Mexipsyche ditalon |
|            | |
|            | Mexipsyche malformis |
|            | |
|            | Mexipsyche polyphylla |
|            | |
|            | Mexipsyche pungentis |
|            | |
|            | Mexipsyche retronis |
|            | |
|            | Mexipsyche toschiae |
|            | |